# Henry A. Foster

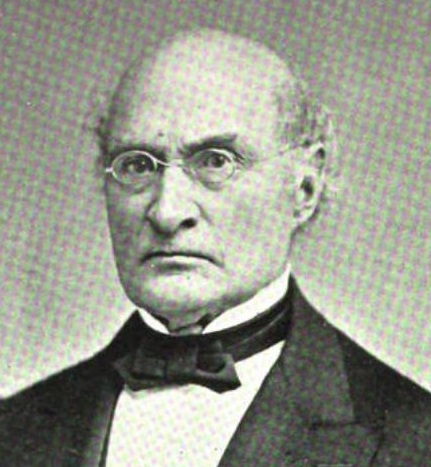
Henry A. Foster.

Henry Allen Foster, född 7 maj 1800 i Hartford, död 11 maj 1889 i Rome, New York, var en amerikansk politiker.
Han studerade juridik och inledde 1822 sin karriär som advokat i Oneida County, New York. Han var en demokratisk ledamot av USA:s representanthus 1837-1839. När senator Silas Wright 1844 avgick, utnämndes demokraten Foster till USA:s senat. Han lämnade senaten i januari 1845 när John Adams Dix, som blev invald i senaten, tillträdde.